# Gerardo Barrera
Gerardo Barrera  est un producteur mexicain de cinéma et de télévision.

## Filmographie
- 1989 : Licence to Kill de John Glen
- 1990 : La sombra del ciprés es alargada de Luis Alcoriza
- 1994 : Clear and Present Danger de Phillip Noyce
- 1995 : Beverly Hills 90210
- 1995 : Last of the Dogmen de Tab Murphy
- 1995 : El callejón de los milagros de Jorge Fons
- 1996 : The Arrival de David Twohy
- 2000 : Pilgrim de Harley Cokeliss
- 2000 : Abierto 24 horas
- 2002 : El gavilán de la sierra de Juan Antonio de la Riva
- 2004 : La escondida de Salvador Aguirre
- 2007 : El Último justo de Manuel Carballo
- 2007 : La misma luna de Patricia Riggen